# Gymnascella dankaliensis
Gymnascella dankaliensis är en svampart som först beskrevs av Castell., och fick sitt nu gällande namn av Currah 1985. Gymnascella dankaliensis ingår i släktet Gymnascella och familjen Gymnoascaceae.   Inga underarter finns listade i Catalogue of Life.